# Pärldvärgrall
Pärldvärgrall (Rufirallus schomburgkii) är en sydamerikansk fågel i familjen rallar inom ordningen tran- och rallfåglar. Den minskar i antal, men beståndet anses vara livskraftigt.

## Utseende och läte
Pärldvärgrallen är mycket liten rall med omisskännlig fjäderdräkt: varmt orange på hjässa och bröst, tydliga vita fläckar på ovansidan och skära ben. Bland lätena hörs en rätt melodisk lång fallande drill och ett hårdare morrande ljud.

## Utbredning och systematik
Pärldvärgrallen förekommer i Sydamerika. Den delas in i två underarter med följande utbredning:
- Rufirallus schomburgkii schomburgkii – förekommer lokalt i Guyana och Franska Guyana
- Rufirallus schomburgkii chapmani – förekommer från östra Brasilien (Bahia) till Mato Grosso och norra Bolivia

### Släktestillhörighet
Tidigare placerades den som ensam art i släktet Micropygia, men genetiska studier visar att den är närbesläktad med cayennedvärgrallen (Rufirallus viridis) och inkluderas därför i det släktet. 

## Status och hot
Arten har ett stort utbredningsområde, men tros minska i antal, dock inte tillräckligt kraftigt för att den ska betraktas som hotad. Internationella naturvårdsunionen IUCN listar arten som livskraftig (LC). Beståndet uppskattas till i storleksordningen 50 000 till en halv miljon vuxna individer.

## Namn
Fågelns vetenskapliga artnamn hedrar Moritz Richard Schomburgk (1811-1890 eller 1891), tysk-australiensisk botaniker, samlare av specimen och upptäcktsresande i Guyana 1840-1844 som emigrerade till South Australia 1849 där han var direktör över Adelaides botaniska trädgårdar 1866-1890. Arten har även kallats enbart pärlrall, men detta justerades 2025 av Birdlife Sveriges taxonomikommitté för att förtydliga släktskapet med övriga dvärgrallar.